# Sergei Alexandrowitsch Siwko
Sergei Alexandrowitsch Siwko (russisch Сергей Александрович Сивко; * 7. Juni 1940 in Tula; † 10. November 1966 in Moskau) war ein sowjetischer Boxer.

## Leben
Siwko errang 1960 eine Silbermedaille im Fliegengewicht (-51 kg) bei den Olympischen Spielen in Rom. Nach Siegen über Chung Shin-cho, Südkorea (KO 1.), Antoine Porcel, Frankreich (DQ 3.), Manfred Homberg, Deutschland (5:0), und Kiyoshi Tanabe, Japan (4:1), traf er im Finale auf Gyula Török, Ungarn, dem er mit 3:2 Kampfrichterstimmen unterlag.
1961 gewann Siwko die Europameisterschaften in Belgrad. Im Finale des Bantamgewichts (-54 kg) schlug er den Polen Piotr Gutman.
Nach Siwkos frühen Tod 1966 (er wurde von einem Auto überfahren) wurde in Moskau von 1975 bis 1980 ein Gedenkturnier zu seinen Ehren ausgetragen.

## Auszeichnungen
- Verdienter Meister des Sports der UdSSR (1960)[1]
- Medaille für heldenhafte Arbeit[1]

## Quelle
- amateur-boxing.strefa.pl

## Weblink
- Sergei Siwko in der Datenbank von Olympedia.org (englisch)